# Wolfgang Krüger (Politiker, 1950)
Wolfgang Lothar Krüger (* 16. April 1950 in Hennigsdorf) ist ein deutscher Journalist und Politiker (CDU). Er war von 2004 bis 2008 Staatssekretär im Ministerium für Wirtschaft des Landes Brandenburg.

## Leben

### Ausbildung
Wolfgang Krüger, Vater eines Autoschlossers, wuchs in Düsseldorf auf und besuchte von 1956 bis 1970 die Volksschule in Düsseldorf sowie das Dietrich-Bonhoeffer-Aufbaugymnasium in Hilden und schloss die Reifeprüfung 1970 ab. Durch ein Praktikum bei der Rheinischen Post entdeckte er sein Interesse am Journalismus. So absolvierte er von 1970 bis 1972 ein Volontariat bei der Westfälischen Rundschau in Dortmund. Von 1974 bis 1981 studierte er Geschichte und Germanistik an der Universität Düsseldorf. Er wurde mit seiner Dissertationsschrift „Entnazifiziert! – Zur Praxis der politischen Säuberung in Nordrhein-Westfalen“ zum Dr. phil. promoviert.

### Journalistische Laufbahn
Krüger war nach dem Volontariat zunächst von 1972 bis 1974 Redakteur bei der Westfälischen Rundschau und der Bild-Zeitung. Während des Studiums wurde er 1979 festangestellter Redakteur für Hörfunk und Fernsehen beim Westdeutschen Rundfunk in Köln. Dort war er unter anderem Chef vom Dienst der Magazin-Sendung Aktuelle Stunde sowie von 1986 bis 1988 persönlicher Referent des Intendanten Friedrich Nowottny.
Er verließ den WDR und war von 1988 bis 1990 Chefredakteur vom damals neu gegründeten RIAS-TV sowie von 1990 bis 1992 Fernsehdirektor von RIAS TV und Stellvertreter des Intendanten Helmut Drück. Mit der Deutschen Wiedervereinigung ging RIAS in der Deutschen Welle auf, sodass er von 1992 bis 2001 Fernsehdirektor der Deutschen Welle und ab 1995 zusätzlich Stellvertreter des Intendanten Dieter Weirich war. Danach arbeitete er von 2002 bis 2004 als Programmgeschäftsführer German TV. Nach dem Rücktritt von Benjamin Ehlers wurde er am 4. September 2024 zum Vorsitzenden des RBB-Verwaltungsrats gewählt.

### Politik
Wolfgang Krüger trat 1988 in die CDU ein. Er war stellvertretender Kreisvorsitzender der CDU Oberhavel, von 1993 bis 2003 Gemeindevertreter und Fraktionsvorsitzender in der Gemeindevertretung von Bärenklau und Oberkrämer sowie von 2003 bis 2004 Mitglied des Kreistages des Landkreises Oberhavel und dort stellvertretender Fraktionsvorsitzender und Leiter des Haushalts- und Finanzausschusses. Zudem war er auch Mitglied des Bundesfachausschusses Medienpolitik der CDU Deutschland und Vorsitzender des Landesfachausschusses Medien der CDU Brandenburg. 
Mit Wirkung vom 15. November 2004 wurde er unter Minister Ulrich Junghanns (CDU) zum Staatssekretär im Ministerium für Wirtschaft des Landes Brandenburg ernannt. Er schied 2008 aus dem Amt aus. Sodann war er von 2008 bis 2018 Hauptgeschäftsführer der Industrie- und Handelskammer Cottbus. Im Jahr 2021 übernahm er interimsmäßig erneut die Hauptgeschäftsführung bis 2024.
Im Jahr 2019 wurde Krüger zum Vorsitzenden des Kreistages des Landkreises Oberhavel gewählt.
Bis zur Eröffnung des Flughafens Berlin-Brandenburg war er sieben Jahre Mitglied des Aufsichtsrates. Am 4. September 2024 wurde er zum Vorsitzenden des Verwaltungsrates des Rundfunks Berlin-Brandenburg gewählt.

## Veröffentlichungen (Auswahl)
- Entnazifiziert! – Zur Praxis der politischen Säuberung in Nordrhein-Westfalen. Dissertation, Hammer, Wuppertal 1982, ISBN 978-3-87294-200-5.
- Die Geschichte des deutschen Fernsehens. ZV Zeitungs-Verlag Service, Bonn 1997, ISBN 978-3-929122-44-2.